# Ёнесиро (река)
Ёнесиро или Йонесиро-Гава (яп. 米代川 ёнэсиро-гава) — река в Японии на острове Хонсю. Протекает по территории префектур Акита, Аомори и Ивате.
Исток Ёнесиро находится под горой Тюдаке (высотой 1024 м), на границе трёх префектур. Река течёт на юг до города Хатимантай, посе чего поворачивает на запад. Она протекает по котловинам Ханава (яп. 花輪盆地), Одате (яп. 大館盆地) и Таканосу (яп. 鷹巣盆地). В районе Футацуи-тё города Носиро в неё впадают два крупнейших (по площади бассейна) притока — Ани (яп. 阿仁川地) и Фудзикото (яп. 藤琴川), после чего она впадает в Японское море в городе Носиро.
Длина реки составляет 136 км, на территории её бассейна (4100 км²) проживает около 280 тыс. человек. Вдоль реки расположены обширные рисовые поля площадью 255 км². Согласно японской классификации, Ёнесиро является рекой первого класса.
Ранее река являлась важной транспортной артерией, причём, в отличие от большинства японских рек, основным перевозимым грузом являлся не рис, а японский кедр и полезные ископаемые. Интенсивные перевозки и торговля привели к образованию таких городов, как Носиро (у её устья) и Футацуи (порт выше по течению, сегодня объединён с Носиро).
Район реки является тектонически активной зоной.